# Guido Huonder
Guido Huonder (* 16. Juli 1942 in Chur; † 6. August 2013 in Wien) war ein Schweizer Theaterregisseur und Theaterleiter.

## Leben
Huonder besuchte zunächst das Lehrerseminar in Zug und arbeitete dann als Lehrer. Später studierte er an den Universitäten in Zürich und Freiburg Philosophie, Kunstgeschichte und Theologie. Nach einer ersten Tätigkeit als Regieassistent von 1967 bis 1970 und ab 1968 auch als dramaturgischer Mitarbeiter am Schauspielhaus Zürich, wirkte er als Regieassistent u. a. in Stuttgart und Frankfurt.
Als Regisseur inszenierte er unter anderem an der Städtischen Bühne Heidelberg, an den Vereinigten Bühnen Graz, an den Städtischen Bühnen Bielefeld, an den Städtischen Bühnen Dortmund und am Landestheater Württemberg-Hohenzollern in Tübingen. Später folgten Engagements als Oberspielleiter des Schauspiels am Ulmer Theater (1979) und als Schauspieldirektor am Theater Dortmund (1985).
Ab 1991 war er für zwei Spielzeiten Intendant am Hans Otto Theater Potsdam. Im Anschluss übernahm er Gastinszenierungen an verschiedenen deutschen, österreichischen und schweizerischen Bühnen.
2009 wurde bei ihm ein Karzinom im Rückennerv diagnostiziert, weshalb er eine erneute Bewerbung als Schauspielchef an den Dortmunder Bühnen zurückzog. Huonder, der seit 2003 in Wien lebte, verstarb dort am 6. August 2013.

## Theater (Regie)
- 1992: Oleg Jurjew: Kleiner Pogrom im Bahnhofsbuffet (Hans Otto Theater Potsdam)
- 1993: George Tabori: Der Großinquisitor (Hans Otto Theater Potsdam)